# Hava Volovich
Hava Vladimirovna Volovich (en russe : Хава Владимировна Волович ; en ukrainien : Хава Володимирівна Волович) (1916 - 2000) est une écrivaine, actrice, directrice d'un théâtre de marionnettes et survivante du Goulag ukrainienne.
En tant que témoin, ses notes sur les camps soviétiques de travail forcé sont comparées aux Récits de Chalamov ou au Journal d'Anne Frank,. Anne Applebaum écrit que Volovich se démarque dans l'anthologie Gulag Voices, qui comme Elena Glinka, n'a pas peur de parler des sujets tabous, comme l'histoire à propos de son enfant qui contraste avec les stéréotypes sur la vénalité et l'égoïsme des adultes face aux enfants au Goulag,.[pas clair]

## Biographie
Hava Vladimirovna (Vilkovna) Volovich est née en 1916 dans une famille juive à Mena, une petite ville dans l'oblast de Tchernihiv du nord de l'Ukraine. En 1934, après ses études secondaires, elle  travaille comme maquettiste, puis comme sous-éditrice d'un journal local.
Volovich est arrêtée le 14 août 1937 sous l'accusation d'anti-soviétisme et condamnée à quinze ans de  camp de travail forcé ou "ITL". Elle est envoyée au Sevzheldorlag (une exploitation forestière) puis à la mine Mariinsky (ferme) de l'Ozerlag et finalement au Jezkazgan. En 1942, elle a une fille, morte au Goulag en 1944. Pendant de nombreuses années, elle participe aux productions amateurs du camp, jouant dans le théâtre du camp et dans un théâtre de marionnettes. Elle est libérée le 20 avril 1944.
Après le camp, Volovich vit en exil jusqu'en 1956. En 1957, elle retourne dans sa ville natale. À partir de 1958, elle dirige le club local de théâtre de marionnettes. Elle est innocentée des accusations anti-soviétiques le 28 décembre 1963 et meurt le 14 février 2000 dans la région de Mena.

## Publications
- (ru) Журнал «Горизонт», № 2, 1989 г..
- (ru) Доднесь тяготеет. [Сб. воспоминаний]. Вып. 1. Записки вашей современницы / Сост. С. С. Виленский. — М.: Сов. пис., 1989. — С. 461-494.
- (ru) Озерлаг: как это было / сост. Л. С. Мухин. — Иркутск : Вост.-Сиб. кн. изд-во, 1992. — С. 55-87.
- (ru) Театр Гулага. Воспоминания. Очерки / Сост. М. М. Кораллов. — М.: Звенья, 1995. — С. 143-155 Театр ГУЛАГа.
- (ru) Отечественные записки. 2006. № 2/27 (на сайте ОЗ текст убран, но сохранился в кэше Яндекса).
- (en) Till my Tall is Told, Indiana University Press, 1999 (lire en ligne)
- (en) Anne Applebaum, Gulag Voices, Yale University Press, 2011 (lire en ligne)